# Øyenkilen
Øyenkilen is een plaats in de Noorse gemeente Fredrikstad, fylke Østfold. Øyenkilen telt 549 inwoners (2007) en heeft een oppervlakte van 0,82 km².